# 木浦海洋大學
木浦海洋大學（：／），是韓國的水產海洋專業國立大學。

## 歷史
- 1950年建校
- 1994年 更名為木浦海洋大學（3部門：航海科學，海洋工程科學，傳播學）
- 1997年設立了木浦海洋大學研究生院[1]

## 組織

### 學院
- 航海科學系
- 國際海上運輸科學系
- 導航信息系統事業系
- 海洋工程學系
- 海洋動力系統及海事安全系
- 海洋機電系
- 計算機工程系
- 船舶海洋工程系
- 環境工程與生物技術系
- 海洋土木及工廠建設工程系

### 研究生院

#### 一般研究生院
- 海上交通系統部
- 海洋工程系
- 海洋電子，通信和計算機工程系
- 海洋系統工程系

#### 海洋產業研究院
- 海上交通系統部
- 海洋工程系
- 海洋電子，通信和計算機工程系
- 海洋系統工程系[2]